# Ricardo Dorado Janeiro
Ricardo Dorado Janeiro (A Coruña, 7 februari 1907 – Madrid, 28 oktober 1988) was een Spaans componist, muziekpedagoog en dirigent.

## Levensloop
Hij studeerde solfège, muziektheorie en piano bij Manuel Marti en op 16-jarige leeftijd compositie, harmonieleer en orkestratie bij Julián S. Mayoral. Later studeerde hij nog onder ander bij Joaquín Turina Pérez, Manuel de Falla en Jesús Guridi Bidaola.
Hij was militaire kapelmeester en dirigent van de Banda de la Academia de Toledo en was professor aan het Conservatorio Elemental de Música / Escuela Insular de Música de Las Palmas. Later gaf hij ook privélessen in Madrid en was professor aan het Real Conservatorio Superior de Música de Madrid.
In 1970 schreef hij voor een compositie-wedstrijd van het Instituto de Estudios Alicantinos het 4-deelige werk Suite Alicantina en won daarmee de 1e prijz. Maar ook voor zijn processie-marsen is hij heel bekend.

## Composities

### Werken voor banda (harmonieorkest)
- 1962 Mater Mea, processiemars
- 1963 Santos Lugares
- 1964 Cordero de Dios, processiemars
- 1969 Getsemaní, processiemars
- 1969 Oremos, processiemars
- 1969 Altare Dei, processiemars
- 1970 Suite Alicantina
  1. Preludio
  2. Canción de Cuna
  3. Juegos Infantiles
  4. Danza final
- Capitán Cerezo, mars
- Certamen levantino, paso-doble
- Certamen Musical
- Dadnos la Paz
- Dominus Tecum, processiemars
- Dona Nobis Pacen
- El Tio Caniyitas, paso-doble
- Gloria al Señor
- Himno del Ejército del Aire (samen met: José Maria Pemán)
- Hossanna, processiemars
- Invicto, militaire mars
- Marcha de los paracaidistas - tekst: L. Galvez
- San Marcial, mars
- Simba, paso-doble
- Soledad Moreno, processiemars
- Torre del Oro, paso-doble
- Voluntarios de la Victoria, militaire mars

- Biblioteca Nacional de España: XX1024750
- Bibliothèque nationale de France: cb14172705g (data)
- International Standard Name Identifier: 0000 0001 1682 2218
- Library of Congress Control Number: no2005079656
- MusicBrainz: eb71f06c-53f6-4c44-845f-5a89dd3b439a
- Virtual International Authority File: 86582755
- WorldCat: E39PBJfrR8d3WkBFfMwCcjJbh3